# Iglesia del Divino Salvador (Prizren)
La iglesia del Divino Salvador  (en serbio: Црква Светог Спаса, Crkva Svetog Spasa) es un edificio religioso de la Iglesia ortodoxa serbia en Prizren, Kosovo construido alrededor de 1330.
La iglesia del Divino Salvador fue declarada monumento de interés cultural de excepcional importancia en 1990, bajo protección legal por la República de Serbia. Sin embargo, fue severamente dañada por una multitud de albaneses de Kosovo durante los disturbios de 2004 en Kosovo.